# Фернан Кантелуб
Фернан Кантелуб (фр. Fernand Canteloube, 3 серпня 1900 — 16 липня 1976) — французький велогонщик.
Олімпійський чемпіон 1920 року в роздільній командній гонці, бронзовий призер 1920 року в роздільній індивідуальній гонці.